# Strotarchus tropicus
Strotarchus tropicus är en spindelart som först beskrevs av Cândido Firmino de Mello-Leitão 1917. 
Strotarchus tropicus ingår i släktet Strotarchus och familjen sporrspindlar. Inga underarter finns listade i Catalogue of Life.